# 沖野綾亜
沖野 綾亜（おきの あや、1996年11月19日 - ）は、琉球放送のアナウンサー。

## 来歴
広島県広島市出身。ノートルダム清心中学校・高等学校、東京女子大学卒業。大学在学時にはテレビ朝日アスクに通っていた。またスペースクラフトに所属し、キャンパスクイーンのメンバーとしても活動していた。
2019年4月1日付で琉球放送に入社し、同局のアナウンサーになる。

## 人物
中国放送のアナウンサー・田村友里は中学・高校の同級生であり、JNN・JRN系列入社組でも同期となる。

## 担当番組

### テレビ番組
- THE TIME,（TBSテレビ） - 「列島リアルタイム中継」沖縄県担当キャスター[6][7]
- Aランチ[6]
- RBC NEWS Link FLASH
- オールスター感謝祭（TBSテレビ）
  - 2022秋（2022年10月1日） - 「列島中継クイズ」沖縄県担当リポーター
  - 2023秋（2023年10月14日） - 赤坂5丁目ミニマラソンに出場

### ラジオ番組
- MUSIC SHOWER Plus+ - 木曜「オキノキナワ」コーナー担当[6]（2020年4月 - 2021年3月）
- 沖野綾亜のチルドキ!!（2021年4月 ‐ ）
- 沖野綾亜のモーニングブレイク[6]
- 歌のない歌謡曲 - 月曜・火曜・水曜担当[6]